# Pseudochiridium minutissimum
Pseudochiridium minutissimum es una especie de arácnido del orden Pseudoscorpionida de la familia Pseudochiridiidae.

## Distribución geográfica
Se encuentra en la República Democrática del Congo.